# Балтрунас, Валерийонас Стасевич
Валерийо́нас Ста́севич Балтру́нас (лит. Valerijonas Baltrūnas; род. 25 декабря 1940) — советский партийный деятель, российский дипломат.

## Биография
Член КПСС с 1964 года. Окончил Каунасский медицинский институт (1964).
В 1966—1971 годах был первым секретарём Каунасского горкома ЛКСМ Литвы. В 1971—1973 годах — заведующий сектором отдела науки и учебных заведений ЦК Компартии Литвы. В 1973—1982 годах был первым секретарём ЦК ЛКСМ Литвы.
В 1966—1971 и 1973—1982 годах — член бюро ЦК ЛКСМ Литвы. В 1978—1982 годах — кандидат в члены бюро ЦК ВЛКСМ. С 1976 года — член ЦК Компартии Литвы, в 1976—1982 годах — кандидат в члены Бюро ЦК КП Литвы. С 1975 года — депутат Верховного Совета ЛССР.
В 1982—1989 годах — заведующий отделом науки и учебных заведений ЦК КП Литвы.
21 февраля 1989 года XVII пленумом ЦК КП Литвы избран секретарём ЦК по идеологии и членом Бюро ЦК КПЛ.
- С 18 марта 1991 по 22 апреля 1992 года — чрезвычайный и полномочный посол СССР, затем Российской Федерации в Нигере[2][3].
- В 1992—1997 годах — заместитель директора консульского департамента МИД РФ.
- С 2 июня 1997 по 15 августа 2001 года — чрезвычайный и полномочный посол Российской Федерации в Сенегале и Гамбии по совместительству[4][5].

С 2001 года — на пенсии, живёт в Вильнюсе.

## Дипломатический ранг
- Чрезвычайный и полномочный посланник 2 класса (18 марта 1991)[6].
- Чрезвычайный и полномочный посланник 1 класса (30 декабря 1996)[7].